# Yves Kitutele Yuvuladio
Yves Kitutele Yuvuladio (ur. 5 marca 1978) – kongijski piłkarz grający na pozycji obrońcy. W latach 1999–2002 grał w reprezentacji Demokratycznej Republiki Konga.

## Kariera klubowa
Karierę piłkarską Yuvuladio rozpoczął w klubie DC Motema Pembe. W jego barwach zadebiutował w pierwszej lidze Demokratycznej Republiki Konga. W latach 1998 i 1999 wywalczył z tym klubem mistrzostwo kraju. W latach 2000–2001 był wypożyczony do tureckiego Erzurumsporu, w którym rozegrał 10 spotkań i strzelił 1 gola.
W 2003 roku Yuvuladio odszedł do tunezyjskiego Espérance Tunis. W 2004 roku wywalczył z nim mistrzostwo Tunezji. Od początku 2005 roku Yuvuladio grał w Izraelu. W latach 2005–2006 był piłkarzem Hapoelu Hajfa, a w latach 2006-2007 - Hapoelu Ironi Kirjat Szemona. W sezonie 2007/2008 występował w Hapoelu Petach Tikwa, a w sezonie 2008/2009 w Hapoelu Bene Lod.

## Kariera reprezentacyjna
W reprezentacji Demokratycznej Republiki Konga Yuvuladio zadebiutował w 1999 roku. W 2000 roku rozegrał 3 mecze w Pucharze Narodów Afryki 2000: z Algierią (0:0), z Republiką Południowej Afryki (0:1) i z Gabonem (0:0).
W 2002 roku Yuvuladio był w kadrze narodowej na Puchar Narodów Afryki 2002. Jego dorobek na tym turnieju to 3 spotkania: z Kamerunem (0:1), z Wybrzeżem Kości Słoniowej (3:1 i gol) i ćwierćfinale z Senegalem (0:2). W kadrze narodowej grał do 2002 roku.